# USY
USY (en inglés estadounidense: United Synagogue Youth) (en español: Juventud Unida de la Sinagoga) es el movimiento juvenil de la Sinagoga Unida del Judaísmo Conservador (en inglés: United Synagogue of Conservative Judaism) (USCJ).

## Misión
La misión de la organización es potenciar a la juventud judía para desarrollar amistades, habilidades de liderazgo, un sentido de pertenencia al pueblo judío, un vínculo profundo, un amor por la Tierra de Israel, y un compromiso para inspirar la vida judía, a través de unas experiencias divertidas y con significado, basadas en la ideología del judaísmo conservador.

## Programas
Durante un año completo de programas, y oportunidades de llevar a cabo viajes domésticos e internacionales, los adolescentes, entre el noveno y el duodécimo grado, se sumergen en unas experiencias basadas en el aprendizaje del judaísmo conservador, en la expresión de la espiritualidad, y en la responsabilidad social. Los participantes son inspirados para desarrollar un profundo sentido de orgullo y amor a su identidad judía.

## Capítulos
La USY opera en los Estados Unidos y en Canadá, con 350 capítulos en 16 regiones. "Kadima" es una palabra hebrea que significa "adelante", es un programa para preadolescentes, entre el quinto y el octavo grado (puede variar según la región).

## Historia
La organización fue fundada en 1951, bajo la supervisión de la comisión juvenil de lo que entonces era la United Synagogue of America ("la sinagoga unida de América"). En 2017, la Convención Internacional de la USY, se celebró en Chicago, Illinois, entre los días 24 y 28 de diciembre.